# Heinrich Grenser
Johann Heinrich Wilhelm Grenser (* 5. März 1764 in Lipprechtsroda; † 12. Dezember 1813 in Dresden) war ein bedeutender deutscher Holzblasinstrumentenmacher des ausgehenden 18. und beginnenden 19. Jahrhunderts.

## Leben und Werk
Heinrich Grensers Vater war Johann Friedrich Grenser, der jüngere Bruder Karl Augustin Grensers. Heinrich ging bei seinem Onkel und späteren Schwiegervater von 1779 bis 1786 in die Lehre; 1796 übernahm er schließlich dessen Familienbetrieb. Später trug er wie sein Onkel den Titel „Hofinstrumentenmacher“. Sein Sohn Heinrich Otto Grenser übernahm später den Betrieb, der noch bis in die Mitte des 19. Jahrhunderts unter dem Namen „Grenser & Wiesner“ weiterbestand.
Bereits 1793 erfand Grenser den sogenannten Clarinettbass (nicht zu verwechseln mit der später entwickelten Bassklarinette). 1808 verbesserte er das zu dieser Zeit beliebte Bassetthorn, in dem er es anstatt wie bisher üblich gekrümmt in gerader Bauweise fertigte und zudem 16 Klappen anbrachte, was unter anderem das chromatische Spielen bis zum tiefen C ermöglichte.
Von Grenser sind mehr als 120 Instrumente erhalten, darunter der Clarinettbass (im Musikmuseum von Stockholm), zahlreiche Fagotte, Querflöten, Oboen, Klarinetten sowie einige Bassetthörner.